# Verbandsgemeinde Herxheim
Die Verbandsgemeinde Herxheim ist eine Gebietskörperschaft im Landkreis Südliche Weinstraße in Rheinland-Pfalz. Der Verbandsgemeinde gehören vier eigenständige Ortsgemeinden an, der Verwaltungssitz ist in der namensgebenden Gemeinde Herxheim.

## Verbandsangehörige Gemeinden
| Ortsgemeinde              | Fläche (km²) | Einwohner |
| ------------------------- | ------------ | --------- |
| Herxheim bei Landau/Pfalz | 29,13        | 10.954    |
| Herxheimweyher            | 3,57         | 581       |
| Insheim                   | 8,00         | 2.187     |
| Rohrbach                  | 9,25         | 1.814     |
| Verbandsgemeinde Herxheim | 49,95        | 15.536    |

(Einwohner am 31. Dezember 2023)

## Geschichte
Die Verbandsgemeinde Herxheim wurde im Rahmen der in den 1960er Jahren begonnenen rheinland-pfälzischen Gebiets- und Verwaltungsreform auf der Grundlage des „Dreizehnten Landesgesetzes über die Verwaltungsvereinfachung im Lande Rheinland-Pfalz“ vom 1. März 1972, in Kraft getreten am 22. April 1972, neu gebildet.

## Bevölkerungsentwicklung
Die Entwicklung der Einwohnerzahl bezogen auf das heutige Gebiet der Verbandsgemeinde Herxheim; die Werte von 1871 bis 1987 beruhen auf Volkszählungen:
| Jahr | Einwohner |
| 1815 | 6.605     |
| 1835 | 7.345     |
| 1871 | 7.215     |
| 1905 | 8.092     |
| 1939 | 9.887     |
| 1950 | 10.465    |

| Jahr | Einwohner |
| 1961 | 11.444    |
| 1970 | 12.053    |
| 1987 | 12.850    |
| 1997 | 14.257    |
| 2005 | 14.821    |
| 2023 | 15.536    |

## Politik

### Verbandsgemeinderat
Der Verbandsgemeinderat Herxheim besteht aus 32 ehrenamtlichen Ratsmitgliedern, die bei der Kommunalwahl am 9. Juni 2024 in einer personalisierten Verhältniswahl gewählt wurden, und dem Bürgermeister als Vorsitzendem. Bis zur vorangegangenen Wahlperiode waren es 28 Ratsmitglieder.
Die Sitzverteilung im Verbandsgemeinderat:
| Wahl | SPD | CDU | GRÜNE | FDP | FWG | Gesamt   |
| ---- | --- | --- | ----- | --- | --- | -------- |
| 2024 | 5   | 11  | 4     | 1   | 11  | 32 Sitze |
| 2019 | 5   | 11  | 5     | 1   | 10  | 32 Sitze |
| 2014 | 6   | 12  | 3     | 1   | 6   | 28 Sitze |
| 2009 | 8   | 12  | –     | 2   | 6   | 28 Sitze |
| 2004 | 5   | 14  | 2     | –   | 7   | 28 Sitze |

- FWG = Freie Wählergruppe Verbandsgemeinde Herxheim e. V.

### Bürgermeister
Der hauptamtliche Bürgermeister wird in direkter Wahl für eine Amtszeit von acht Jahren gewählt.
Elmar Weiller (CDU) war von 1973 bis zu seinem altersbedingten Ausscheiden 2007 Bürgermeister der Verbandsgemeinde Herxheim. Sein Nachfolger wurde am 1. September 2007 Franz-Ludwig Trauth (parteilos, später CDU), der sich in der Stichwahl am 20. Mai 2007 mit 55,2 Prozent gegen Georg Kern (CDU) durchgesetzt hatte. Am 26. April 2015 wurde Hedwig Braun (parteilos) zur neuen Bürgermeisterin gewählt. Am 12. März 2023 wurde Christian Sommer (gemeinsamer Kandidat von CDU, FWG und SPD) mit einem Stimmenanteil von 59,1 % zum künftigen neuen Bürgermeister gewählt. Seit dem 1. September 2023 ist er offiziell im Amt.

### Wappen
Die Blasonierung des Wappens lautet: „In von Silber und Blau vierfach geteiltem Schildbord von Blau und Gold geviert, oben rechts eine silberne Lilie, oben beseitet von zwei sechsstrahligen silbernen Sternen, oben links ein schwarzes Gemarkungszeichen in Form einer 8, deren oberer Kreis nicht ganz geschlossen ist, unten rechts ein schwarzer Ring, in dessen Mitte ein schwebender sechsstrahliger schwarzer Stern, unten rechts ein schrägrechts gelegter, am oberen Ende einwärts gekrümmter und mit einem Querstück versehener silberner Stab, kreuzweise belegt mit einem silbernen Fisch.“
Das Wappen wurde 1977 von der Bezirksregierung Neustadt genehmigt und enthält die Hauptelemente der vier Ortsgemeinden sowie von Hayna, das bei der Einrichtung der Verbandsgemeinde noch selbständig war.

## Verkehr
Die Bahnstrecke von Landau nach Wissemburg bzw. Karlsruhe hat mit Insheim und Rohrbach zwei Haltepunkte innerhalb der Verbandsgemeinde. Herxheim selbst war von 1898 bis 1994 über eine Stichstrecke beim Hauptbahnhof von Landau an das Eisenbahnnetz angebunden.